# Artes forenses
El arte forense es cualquier arte que se use en fuerzas de seguridad o procesos judiciales. El arte forense se usa para prestar asistencia a las fuerzas de seguridad en los aspectos visuales de un caso, a menudo se usan las descripciones de los testigos y grabaciones en video.
Es un campo muy especializado que abarca una gran variedad de habilidades artísticas, tales como el retrato hablado, el croquis de la escena del crimen, la edición e identificación de imágenes, los dibujos realizados en los tribunales, la evidencia demostrativa, y los dispositivos para autopsias y reconstrucciones faciales. Es raro que un artista forense se especialice en más de una de estas habilidades. La siguiente lista es un análisis de diferentes habilidades y en lo que consisten:
- Retrato hablado: el objetivo principal es ayudar a los detectives a generar pistas basadas en descripciones físicas. Por lo general se dibujan a mano, un artista que está calificado para entrevistar víctimas y testigos usa la información entregada para dibujar lo que se describe.[3] Los retratos generan una imagen gráfica única diseñada para tener un parecido al individuo.[4]
- Edición de imágenes: se usa para cambiar y mejorar una fotografía para ayudar al detective y/o al abogado defensor. Algunos ejemplos incluyen retratos de progresión/regresión por edad (ver más abajo),[5] y aclarar imágenes, como grabaciones de cámaras de vigilancia, para identificar al individuo.[4]
- Identificación de imágenes: es el registro de las características distintivas de una persona para futuras referencias. Los detectives pueden usar esta herramienta para identificar a los sospechosos que intenten cambiar su apariencia con el fin de evitar que los atrapen, como también en el estudio de casos sin resolver, en los cuales los individuos podrían haber cambiado su apariencia desde el evento.[5]
- Croquis de la escena del crimen: el dibujo de la escena del crimen; en el bosquejo, el detective incluye las medidas y dimensiones para demostrar el plano de la escena. Esto respalda la información presentada en las fotografías de la escena.[6]
- Evidencia demostrativa: cualquier evidencia visible y física que se use en procedimientos legales. Estas se usan para demostrar los aspectos del caso, reconstruir un evento e ilustrar qué ocurrió. Hay dos categorías de evidencia demostrativa: exhibiciones judiciales y soportes para investigaciones.[5]
- Dibujo post mórtem: cuando un artista ve la foto del fallecido o sus restos para ayudar a identificar quién es y cómo se veían antes de su muerte. Esto es de gran ayuda en casos en que el cuerpo está muy dañado por causa de un accidente o por descomposición.[5][4]
- Envejecimiento/Rejuvenecimiento: útil para determinar la apariencia de una persona antes o después de un período. Es la técnica más común usada en casos de personas desaparecidas o en casos sin resolver cuando los detectives necesitan una noción de cómo se veía un individuo años antes de una investigación o después de esta.
- Escultura forense: se usa para crear modelos tridimensionales, por lo general se utiliza el cráneo de las víctimas. Se incorporan otras características como ojos falsos y pelucas para darle realismo. Este proceso también puede informar a los detectives de ciertas características de la víctima, como la edad, la raza y el género, a través de un conocimiento detallado de las complejidades de la estructura esquelética y otros rasgos respectivos como los registros dentales. Es una fotografía posterior y se usa como dibujos post mortem y retratos hablados. Sin embargo, debido a que la escultura forense depende mucho en las suposiciones del artista, no se considera una técnica legalmente reconocida para la identificación positiva, y por lo tanto se usa solo en calidad de asesor.[7]
- Colaboración: artistas forenses, antropólogos y otras profesiones se usan para ayudar a determinar la edad, sexo y raza de un cráneo.[8]

Muchos artistas forenses consideran su trabajo como complementario a sus trabajos “permanentes” en las fuerzas de seguridad, como policías, científicos forenses, etc. Aquellos artistas forenses realizan su trabajo mientras tienen un sueldo fijo y no se les compensa de forma adicional por sus labores artísticos. Hay pocos trabajos de artistas forenses a tiempo completo disponibles. La mayoría de los artistas a tiempo completo trabajan en ciudades grandes, en organismos federales o del estado. El “freelance” en las artes forenses es una trayectoria profesional difícil, ya que es necesario estar relacionado con las fuerzas de seguridad, y los organismos tienen un presupuesto limitado para pagarles a contratistas independientes.
La habilidad de la aproximación facial está asociada y relacionada con la antropología forense, en que un artista se especializa en la reconstrucción de los restos del cuerpo humano. Por lo general esta disciplina se enfoca en el rostro humano con propósitos de identificación. El artista forense puede crear una aproximación facial de muchas maneras para incluir 2D (dibujos), 3D (esculturas) y otros métodos que usen nueva tecnología informática. Normalmente, los artistas forenses pueden incorporar mayor carácter y hacer que los cadáveres vuelvan a la “vida”.

## Métodos de reconstrucción manual 3D
- La antropometría es un método desarrollado por Wilton M. Krogman en 1946.[9]
- Los músculos faciales son registrados por un profesional especializado. Este trabajo es especialmente tedioso, es por esto que la mayoría no usa este método.
- Reconstrucción facial 3D computarizada: dentro de este método se usan técnicas manuales de modelos de arcilla. Los sistemas de computador varían, pues algunos sistemas computarizados usaban software de animación 3D para modelar el rostro sobre el cráneo, mientras que otros sistemas usan un sistema de escultura virtual con respuesta táctil.[9]
- Respuesta táctil: la habilidad para sentir la superficie del cráneo durante el análisis y además aportar con importantes detalles esqueléticos para la reconstrucción facial, como la fuerza muscular, la posición de los ojos, la posición de los malares, etc.[9]

## Creación del modelo del rostro
Cuando se crea un modelo del rostro, el artista forense revisa si la persona es masculina o femenina, además de su tono de piel, edad, arrugas, pecas, sombra de la barba y atractivo. Hay tres segmentos que examinan: 
- Forma del rostro: redondo, delgado, forma de corazón, pómulos altos o bajos, mentón sobresaliente o bajo, papada, distancia entre los labios y la nariz.
- Ojos: redondos, hacia arriba/hacia abajo, distancia entre los globos oculares, color de los ojos, cejas delgadas/gruesas, arco alto o regular, distancia entre ambas cejas, distancia entre las cejas y los ojos.
- Cabello: los modelos 3D no han sido programados para ser usados con cabello, por lo que este no se puede usar de la misma forma que las cualidades faciales. Se utiliza una imagen de perfil y frontal de una persona, en la cual se seleccionan entre 5 y 15 diferentes características claves de cada peinado. Estas características de peinados diferentes son de una base de datos que usan los profesionales. Los estilos se cargan en el sistema donde el algoritmo estima la estructura del rostro automáticamente. El sistema también representa tonos de color diferentes.[10]

## Convertirse en un artista forense
Para calificar para una certificación profesional de artes forenses; por ejemplo, la Certificación de Artes Forenses, la cual la proporciona la Asociación Internacional de Identificación (International Association for Identification), los candidatos se enfocan en una o más de las tres categorías disponibles de título profesional: creación de un retrato hablado, reconstrucción facial y mejora de imágenes/envejecimiento. Además deben:
- tener al menos 80 horas de capacitación de artes forenses aprobadas por la IAI[11]
- tener al menos 40 horas de talleres, clases teóricas y capacitación de corta duración
- tener al menos 2 años de experiencia en artes forenses
- proporcionar al menos 30 ejemplos de artes forenses que incluyan técnicas de envejecimiento, retratos y reconstrucciones
- tener un portafolios que demuestre las técnicas de artes forenses (debe incluir al menos 10 imágenes de artes forenses que hayan sido preparadas para casos de investigaciones policiales)[12]